# The Elder Scrolls: Blades
The Elder Scrolls: Blades — однопользовательская и многопользовательская мобильная ролевая игра с видом от первого лица, действие которой происходит во вселенной The Elder Scrolls. Разработчик Bethesda Game Studios, издатель компания Bethesda Softworks. Дата выпуска игры 28 марта 2019 года, игра вышла на платформах iOS и Android в раннем доступе.

## Разработка
10 июня 2018 года Bethesda Softworks в рамках собственной пресс-конференции на выставке Electronic Entertainment Expo 2018 анонсировала новую мобильную игру в серии The Elder Scrolls, помимо шестой части, которая получила название The Elder Scrolls: Blades. Новая игра позиционируется как ААА-блокбастер для мобильных устройств всех видов.
Изначально игра будет доступна лишь на Android и iOS.

## Сюжет
Действия игры «The Elder Scrolls: Blades» разворачиваются сразу после Великой войны, когда Талмор вовсю охотится на оставшихся агентов ордена Клинков, который теперь вне закона. Известно, что герой некогда состоял в этом древнем имперском ордене.
Изгнанный, он отправляется на свою далекую родину, и обнаруживает, что его город лежит в руинах. Игрок будет восстанавливать свой родной город, выполняя различные задания.

## Игровой процесс
Главного героя в Blades можно создать так же, как и в других играх серии. Для этого используется специальный редактор.
Заявлено, что в Blades «превосходная графика, потрясающие пейзажи, мощная магия, огромное количество снаряжения, система развития навыков».Разработчики добавят, кроме уже имеющейся возможность построить свой город, посещать постройки друзей.
Контроль персонажа осуществляется с помощью сенсорного экрана — игрок может размахивать мечом, парировать вражеские атаки, призывать сокрушительные молнии и совершать множество других действий.
Игра поддерживает как двуручную систему управления «виртуальными джойстиками», так и возможность играть одной рукой с вертикальной ориентацией экрана. Для этого будет достаточно просто перевернуть устройство, чтобы сменить схему контроля.

### Режимы игры
В Blades реализовано три режима игры:
1. «Город». Предназначен для одиночного прохождения, во время которого игрок узнает местный сюжет и отстроит город. Также можно будет посещать города других игроков.
2. «Арена». На ней геймеры выступают друг против друга «один на один» на карте небольшого размера. Бои здесь будут происходить в режиме реального времени, что потребует подключение к интернету.
3. «Бездна». Это бесконечное подземелье со случайно сгенерированными уровнями. Чем глубже будет спуск в подземелье, тем более опасные враги подстерегают героя[2]. Помимо случайно сгенерированных подземелий будут и созданные вручную. В подземельях можно доставать различные материалы, зелья, сундуки и обмундирование, в том числе артефакты[3][неавторитетный источник].